# Liste polnischer nationaler und patriotischer Lieder
Dies ist eine Liste polnischer nationaler und patriotischer Lieder.

## Kurzeinführung
Polnische nationale und patriotische Lieder spielen eine bedeutende Rolle in der polnischen Kultur und Geschichte. Sie sind ein wesentlicher Bestandteil der polnischen Kultur und Geschichte und werden oft bei nationalen Feierlichkeiten und patriotischen Veranstaltungen gesungen.
Allen Lieder voran steht Mazurek Dąbrowskiego (Dąbrowskis Mazurka), bekannt als „Jeszcze Polska nie zginęła“, das seit 1927 die Nationalhymne Polens ist.
Papst Johannes Paul II. beispielsweise galt als ein großer Liebhaber und Kenner polnischer patriotischer Lieder.

## Liste
Die folgende Liste einiger der bekanntesten und am häufigsten gesungenen Lieder erhebt keinen Anspruch auf Aktualität oder Vollständigkeit:

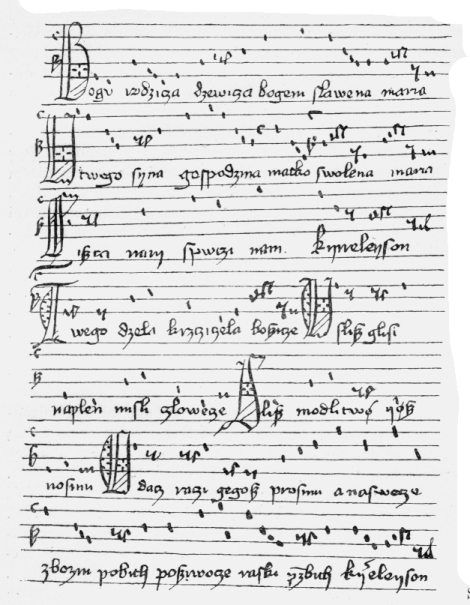
Bogurodzica (1407)

- Bogurodzica (Gottesgebärerin) – Das älteste erhaltene polnische Lied, das bis ins Mittelalter zurückreicht und oft als Gebet und Kampflied verwendet wurde.
- Boże, coś Polskę (Gott, der Du Polen...) – gilt manchmal als die zweite Nationalhymne des Landes neben dem Mazurek Dąbrowskiego.
- Czerwone maki na Monte Cassino (Roter Mohn am Monte Cassino) – Ein Lied, das den verlustreichen Kampf des polnischen Korps der Schlachten am Monte Cassino während des Zweiten Weltkriegs ehrt.
- Gdy naród do boju (Wenn die Nation kämpft) – ein Hymnenlied, auch bekannt als „Szlachta w roku 1831“, das ab Mitte des 19. Jahrhunderts in der Bauernbewegung und bei den Sozialisten beliebt war.
- Hej, hej ułani malowane dzieci – Ein beliebtes Lied über die polnischen Ulanen (Kavallerie).
- Marsz Polonia (Marsch, marsch Polonia) – ein polnisches Aufstandslied, ein bekanntes patriotisches Lied, das die polnische Identität und den Stolz feiert.

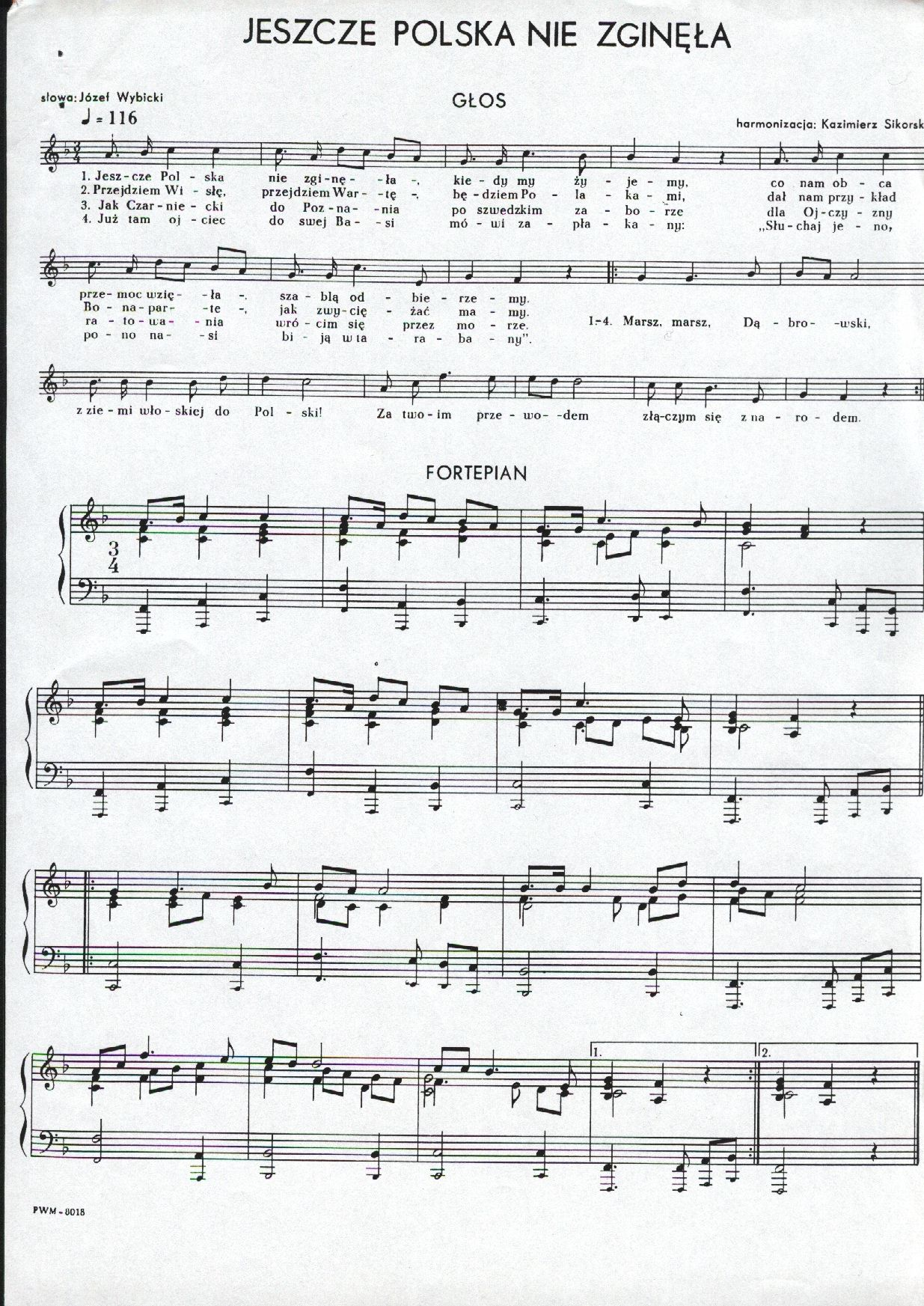
Jeszcze Polska nie zginęła (Nationalhymne Polens)

- Mazurek Dąbrowskiego (Polnische Nationalhymne) – Bekannt als „Jeszcze Polska nie zginęła“, ist dieses Lied seit 1926 die Nationalhymne Polens.
- Mury (Mauern) – ein von dem Sänger Jacek Kaczmarski im Jahr 1978 verfasstes Lied, das besondere Bekanntheit durch die Solidarność-Bewegung erlangte, wobei die Melodie vom Lied L’estaca des katalanischen Sänger Lluís Llach übernommen wurde.

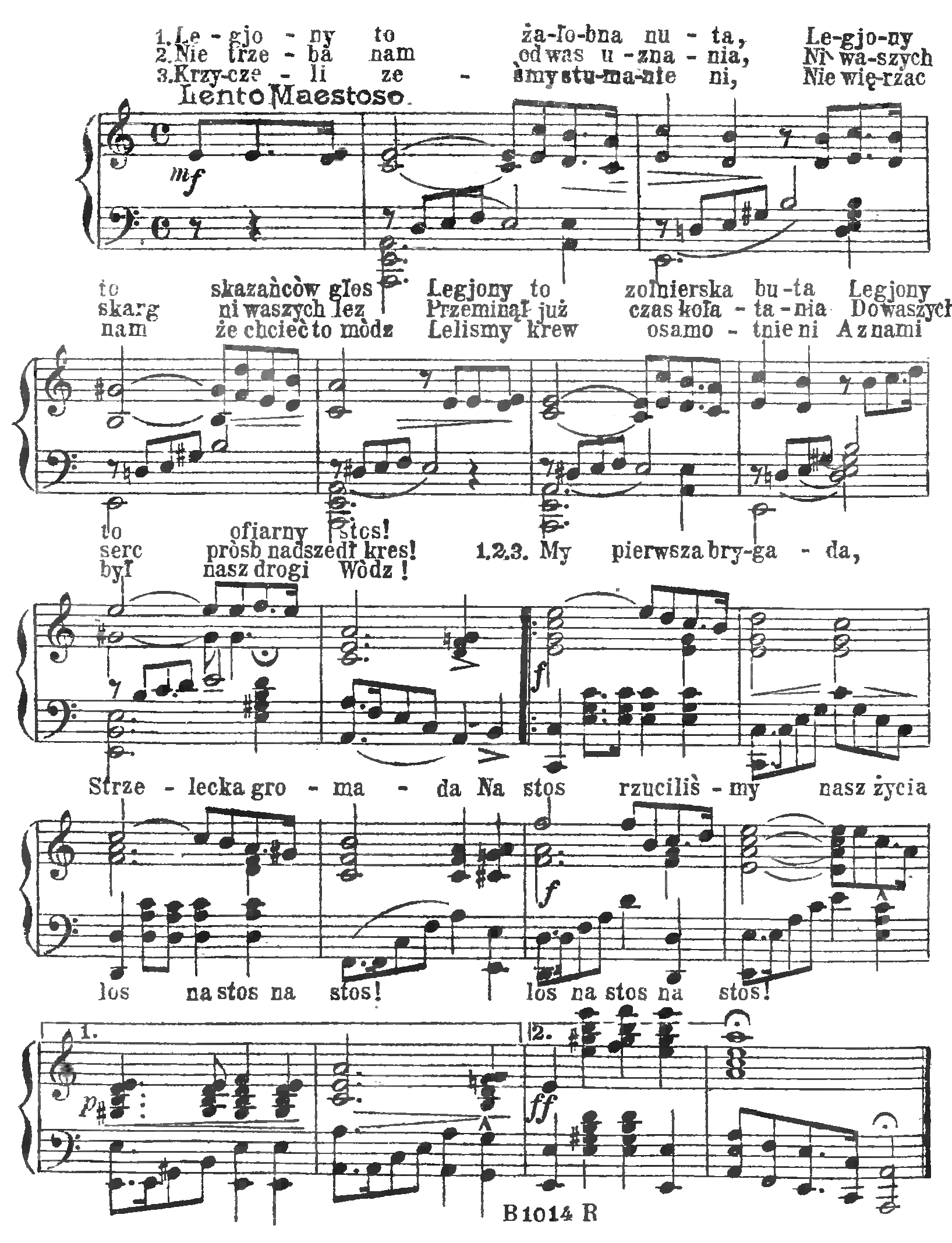
My, pierwsza brygada

- My, Pierwsza Brygada (Wir, die Erste Brigade) – Das Lied der Ersten Brigade der polnischen Legionen, die im Ersten Weltkrieg kämpfte.
- Pieśń Legionów Polskich we Włoszech (Lied der polnischen Legionen in Italien) – ursprünglicher Titel der polnischen Nationalhymne (Mazurek Dąbrowskiego).
- Przybyli ułani pod okienko[3] – Ein weiteres Lied über die Ulanen.
- Rota – Ein patriotisches Lied, das oft bei patriotischen Veranstaltungen gesungen wird, ursprünglich von Maria Konopnicka geschrieben.
- Serce w plecaku – Ein Liebeslied eines Soldaten, das während des Zweiten Weltkriegs populär war.
- Warszawianka (1831) – Ein Lied, das den Novemberaufstand von 1830/1831 gegen die russische Herrschaft thematisiert.
- Warszawianka (1905) – Ein weiteres Lied mit demselben Namen, das die Arbeiterbewegung und den Aufstand von 1905 in Warschau unterstützt.
- Wojenko, wojenko[4] – Ein Lied, das die Kriege und das Soldatenleben thematisiert, eines der beliebtesten Lieder aus der Zeit des Ersten Weltkriegs.
- Żeby Polska była Polską (Damit Polen Polen wird) – Ein Lied, das während des kommunistischen Regimes in Polen populär wurde und die Sehnsucht nach Freiheit und nationaler Identität ausdrückt.